# Chrysomela

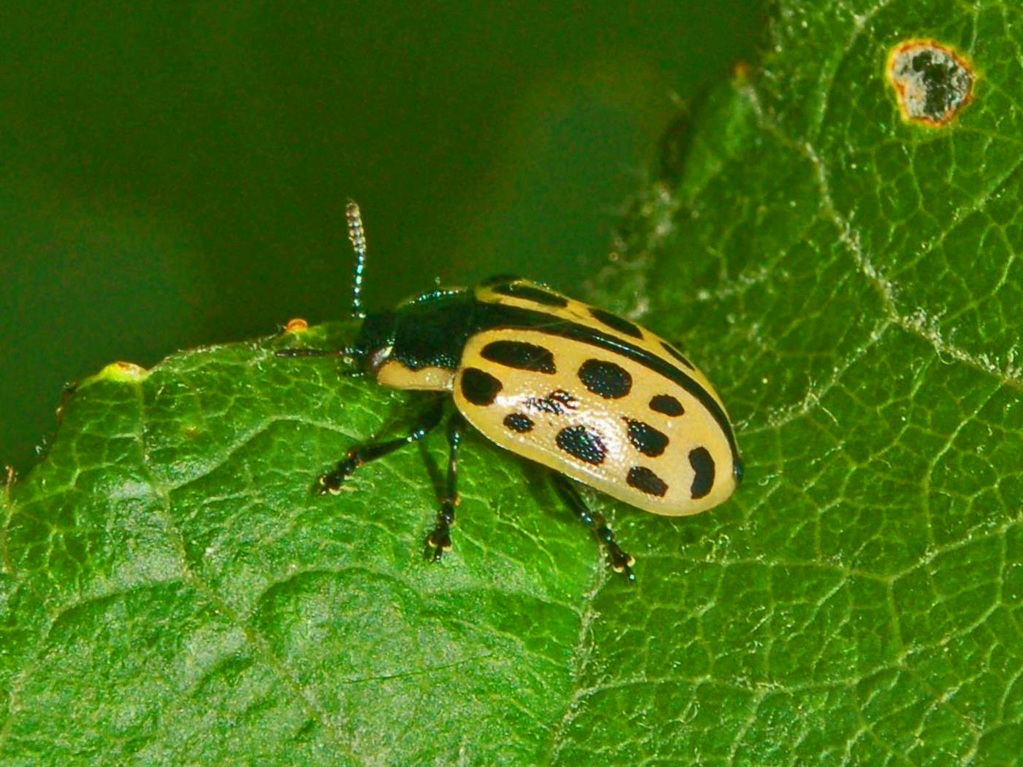
Chrysomela vigintipunctata

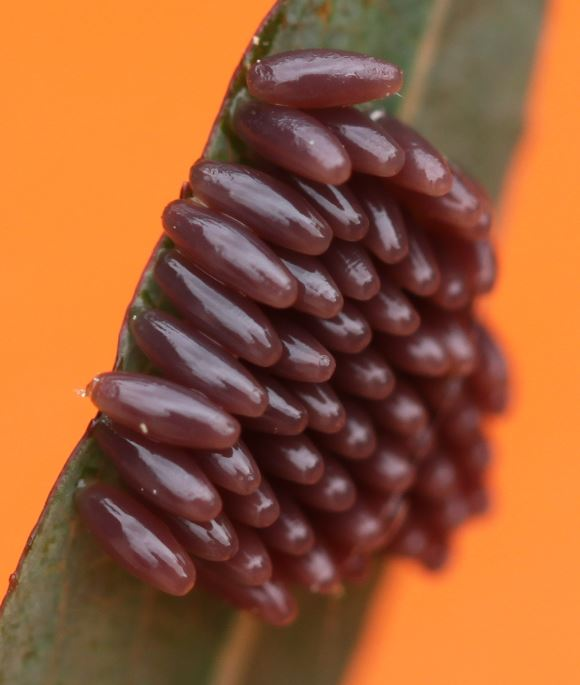
Chrysomela populi huevos

Chrysomela es un género de escarabajos de las hojas de la familia Chrysomelidae que se encuentra en casi todo el mundo, pero falta en Australia. Contiene alrededor de 40 especies, incluyendo 7 en el este y el norte de Europa. Además, incluye al menos 17 especies en América del Norte, incluyendo el escarabajo de hoja de álamo Chrysomela scripta. Se alimentan especialmente de Salix y Populus.

## Especies
Se reconocen las siguientes:
- Chrysomela aeneicollis (Schaeffer, 1928)
- Chrysomela anatolica Dahlgren, 1984
- Chrysomela badakhshanica Yablokov-Khnzoryan, 1978
- Chrysomela collaris Linnaeus, 1758
- Chrysomela confluens Rogers, 1856
- Chrysomela crotchi Brown, 1956
- Chrysomela cuprea Fabricius, 1775
- Chrysomela cyaneoviridis Gruev, 1994
- Chrysomela falsa Brown, 1956
- Chrysomela interrupta Fabricius, 1801
- Chrysomela knabi Brown, 1956
- Chrysomela lapponica Linnaeus, 1758
- Chrysomela laurentia Brown, 1956
- Chrysomela lineatopunctata Forster, 1771
- Chrysomela mainensis J. Bechyné, 1954
- Chrysomela populi Linnaeus, 1758
- Chrysomela saliceti Suffrian, 1851
- Chrysomela schaefferi Brown, 1956
- Chrysomela scripta Fabricius, 1801
- Chrysomela semota Brown, 1956
- Chrysomela sonorae Brown, 1956
- Chrysomela texana (Schaeffer, 1920)
- Chrysomela tremulae Fabricius, 1787
- Chrysomela vigintipunctata Scopoli, 1763
- Chrysomela walshi Brown, 1956